# Crypturellus
Crypturellus es un género de aves principalmente caminantes de la familia Tinamidae a las que se denomina comúnmente Tinamú o Inambú. Crypturellus está formado por tres palabras pertenecientes al griego o al latín. Kruptos significa oculto o escondido, Oura sería cola y Ellus diminuto o pequeño. Por lo tanto Crypturellus significaría pequeña cola escondida.
Según la lista de Clements existen veintiuna especies pertenecientes a este taxón:
- Crypturellus cinereus: tinambú o inambú café / tinamú sombrío[4]
- Crypturellus berlepschi: tinambú o inambú de Berlepsch / tinamú tizón[4]
- Crypturellus soui: tinambú o inambú o tinamú[4] chico
- Crypturellus ptaritepui: tinambú o inambú ptaritepui / tinamú tepui[4]
- Crypturellus obsoletus: tinambú o inambú rojizo / tinamú café[4]
- Crypturellus undulatus: tinambú o inambú o tinamú ondulado[4]
- Crypturellus transfasciatus: tinambú o inambú overo / tinamú cejudo[4]
- Crypturellus strigulosus: tinambú o inambú brasilero / tinamú brasileño[4]
- Crypturellus duidae: tinambú o inambú de patas grises / tinamú patigrís[4]
- Crypturellus erythropus: tinambú o inambú de patas rojas / tinamú patirrojo[4]
- Crypturellus noctivagus: tinambú o inambú de patas amarillas / tinamú patigualdo[4]
- Crypturellus atrocapillus: tinambú o inambú de capa negra / tinamú capirotado[4]
- Crypturellus boucardi: tinambú o inambú pálido / tinamú pizarroso[4]
- Crypturellus kerriae: tinambú o inambú gris / tinamú del Chocó[4]
- Crypturellus variegatus: tinambú o inambú chocó / tinamú abigarrado[4]
- Crypturellus cinnamomeus: tinambú o inambú variado / tinamú canelo[4]
- Crypturellus brevirostris: tinambú o inambú castaño / tinamú herrumbroso[4]
- Crypturellus bartletti: tinambú o inambú o tinamú[4] de Bartlett
- Crypturellus parvirostris: tinambú o inambú de pico corto / tinamú piquicorto[4]
- Crypturellus casiquiare: tinambú o inambú barreteado / tinamú casiquiare[4]
- Crypturellus tataupa: tinambú o inambú plomizo / tinamú tataupá[4]

Además se ha registrado una especie extinta.
- Crypturellus reai: Mioceno de Argentina.[5]